# Гулистон (джамоат, район Рудаки)
Гулистон, или Гулистонский джамоат (тадж. Ҷамоати деҳоти Гулистон) — административно-территориальная единица, сельская община (джамоат) в районе Рудаки — района республиканского подчинения Республики Таджикистан. В 2020 году от общины Гулистон городу Душанбе было передано 919,2 га, или 5 сёл полностью и 1 частично. Расположена в восточной части Гиссарской долины в самом центре Душанбинской агломерации, на правом берегу реки Кафирниган. Граничит с районом Шохмансур города Душанбе, джамоатами Киблаи, Зайнабобод, Рохати и Россия района Рудаки и джамоатом Бахор Вахдатского района. Расстояние от центра села до райцентра — 22 км. 
Население джамоата составляет 41 130 человек (2015 г.; 44 833 чел. — в 2017 г.), в основном таджики. Население занимается сельским хозяйством, земли орошаются рекой Кафирниган, каналом Мавлоно и др.
В состав общины входят 16 сельских населённых пунктов. Центром общины и самым большим селом по населению является село Гулистон. 

## Населённые пункты
| №  | Населённый пункт | Прежние названия | Население, 2017 |
| -- | ---------------- | ---------------- | --------------- |
| 1  | Болошахр         |                  | 2582            |
| 2  | Гулистон         | Хазрати Мавлоно  | 7409            |
| 3  | Гулкорон         | Большевик        | 4196            |
| 4  | Дарёобод         |                  | 1939            |
| 5  | Зартеппа         | Кайрагоч         | 1763            |
| 6  | Мавлави          | Янгикургон       | 3124            |
| 7  | Майсазор         | Кайрагочи Узбек  | 1066            |
| 8  | Механ            | Кизил Нишон      | 1151            |
| 9  | Мугулон          |                  | 1531            |
| 10 | Сабда            |                  | 248             |
| 11 | Сабзикор         |                  | 2525            |
| 12 | Сангтуда         |                  | 3932            |
| 13 | Тезгари-Боло     |                  | 4011            |
| 14 | Тезгари-Поён     |                  | 3144            |
| 15 | Чинор            |                  |                 |
| 16 | Халкаджар        |                  | 3749            |
| 17 | Шахристон        | Стаханов         | 2463            |

## История
В 1965 году в невообразованный к/с Куштеппа перешли кишлаки Куштеппа, Бешкаппа, имени Лохути, Алочабоф, Фалкои к/с Гулистон. Также из к/с Рохаты в к/с Гулистон перешли кишлаки Дарьёобод, Кайрагочи Узбек, Кайрагоч, Кизил Нишон, Тезгари Боло, Тезгари Поён и Янги Кургон.

## Источник
- Административное деление Республики Таджикистан  Душанбе : СИЭМТ, 2017. – 580 с. - ISBN 978-99947-33-68-2